# Toledo (Cerro Largo)
Pour les articles homonymes, voir Toledo.
Toledo est une ville de l'Uruguay située dans le département de Cerro Largo. Sa population est de 139 habitants.

## Géographie
Toledo est située dans le secteur 7.

## Population
| Année | Population |
| ----- | ---------- |
| 1963  | 217        |
| 1975  | 181        |
| 1985  | 100        |
| 1996  | 125        |
| 2004  | 139        |

,